# فنگهاو
فنگهاو (به لاتین: Fenghao) یک منطقهٔ مسکونی در جمهوری خلق چین است که در شاآنشی واقع شده‌است.